# Orestias laucaensis
Orestias laucaensis је зракоперка из реда Cyprinodontiformes и фамилије Cyprinodontidae. 

## Угроженост
Ова врста је на нижем степену опасности од изумирања, и сматра се скоро угроженим таксоном.

## Распрострањење
Чиле је једино познато природно станиште врсте.

## Станиште
Станиште врсте су слатководна подручја.